# Barrington (New York)
Barrington è un comune degli Stati Uniti d'America, situato nello Stato di New York, nella contea di Yates.